# 中島啓介
中島 啓介（なかじま けいすけ）は、TBSテレビコンテンツ制作局ドラマ制作部の社員・プロデューサー。

## 略歴
福岡県久留米市出身。駒場東邦中学校・高等学校、慶應義塾大学総合政策学部を卒業後、2009年にTBSテレビに入社。
バラエティ番組のアシスタントディレクターを経て、2012年に次世代ビジネス企画室へ異動。『リアル脱出ゲームTV』『ジンロリアン〜人狼〜』などを企画・プロデュースし、セカンドスクリーンとテレビとを連動させた次世代型の番組を多く手がける。
2014年国際エミー賞最終ノミネート、ABU賞エンターテインメント部門奨励賞受賞。
現職以前は制作局・次世代ビジネス企画室プロデューサー。

## 主な作品

### プロデューサー
- リアル脱出ゲームTV（2013年）
- マッチング・ラブ（2014年）
- ジンロリアン〜人狼〜（2014年）
- キワドい2人-K2-池袋署刑事課 神崎・黒木（2020年）
- 天国と地獄〜サイコな2人〜（2021年）
- 持続可能な恋ですか?〜父と娘の結婚行進曲〜（2022年）
- Eye Love You（2024年）
- クジャクのダンス、誰が見た?（2025年）

### 編成
- COUNT DOWN TV
- マツコの知らない世界
- この差って何ですか?
- ニンゲン観察バラエティ モニタリング
- UTAGE!
- 炎の体育会TV
- なかい君の学スイッチ
- ペコジャニ∞!
- ゴロウ・デラックス
- 櫻井・有吉 THE夜会
- 爆報! THE フライデー
- NEWSな2人
- クレイジージャーニー
- アメージパング!
- ふるさとの夢
- ライブB♪
- 別冊アサ秘ジャーナル
- あなたが聴きたい歌の4時間スペシャル ※不定期特番

## 同期入社
- 江藤愛（編成局アナウンス部）
- 田中みな実（2014年退社）